# Oecomys paricola
Oecomys paricola é uma espécie de roedor da família Cricetidae. Endêmica do Brasil, onde pode ser encontrada ao sul do rio Amazonas, na região central da Amazônia.